# Herston
Herston – wieś w Anglii, w hrabstwie Dorset. Leży 35 km na wschód od miasta Dorchester i 164 km na południowy zachód od Londynu.